# Фішерсвілл (Вірджинія)
Фішерсвілл (англ. Fishersville) — переписна місцевість (CDP) в США, в окрузі Огаста штату Вірджинія. Населення — 9629 осіб (2020).

## Географія
Фішерсвілл розташований за координатами 38°6′13″ пн. ш. 78°58′17″ зх. д. / 38.10361° пн. ш. 78.97139° зх. д. (38.103501, -78.971512).  За даними Бюро перепису населення США в 2010 році переписна місцевість мала площу 35,11 км², з яких 34,99 км² — суходіл та 0,12 км² — водойми.

## Демографія
Згідно з переписом 2010 року, у переписній місцевості мешкали 7462 особи в 2862 домогосподарствах у складі 2034 родин. Густота населення становила 213 особи/км².  Було 3077 помешкань (88/км²).
Расовий склад населення:
| - 90,6 % — білих - 5,7 % — чорних або афроамериканців - 1,1 % — азіатів - 0,2 % — корінних американців |

До двох чи більше рас належало 1,8 %. Частка іспаномовних становила 2,2 % від усіх жителів.
За віковим діапазоном населення розподілялося таким чином: 21,7 % — особи молодші 18 років, 58,3 % — особи у віці 18—64 років, 20,0 % — особи у віці 65 років та старші. Медіана віку мешканця становила 42,4 року. На 100 осіб жіночої статі у переписній місцевості припадало 92,2 чоловіків;  на 100 жінок у віці від 18 років та старших — 89,1 чоловіків також старших 18 років.
Середній дохід на одне домашнє господарство  становив 84 209 доларів США (медіана — 63 268), а середній дохід на одну сім'ю — 95 376 доларів (медіана — 70 868). Медіана доходів становила 54 560 доларів для чоловіків та 37 127 доларів для жінок. За межею бідності перебувало 3,7 % осіб, у тому числі 3,0 % дітей у віці до 18 років та 4,3 % осіб у віці 65 років та старших.
Цивільне працевлаштоване населення становило 3519 осіб. Основні галузі зайнятості: освіта, охорона здоров'я та соціальна допомога — 31,2 %, виробництво — 12,1 %, науковці, спеціалісти, менеджери — 9,7 %, транспорт — 9,5 %.